# Каролис, Адольфо де
Адольфо де Каролис (итал. Adolfo De Carolis; 6 января 1874, Монтефьоре-дель-Азо — 7 февраля 1928, Рим) — итальянский художник, рисовальщик и живописец, гравёр-ксилограф, декоратор, иллюстратор, фотограф и педагог. Работал в период модерна, называемом в Италии «стилем либерти» (Stile Liberty). Его творчество относят к течению символизма.

## Биография
Адольфо родился в Монтефьоре-дель-Азо (Асколи-Пичено) в регионе Марке. Его отец Джоаккино был медиком, мать — Эстер Помпеи. Он начал обучение в первичной школе в 1881 году, продолжив в семинарии Рипатрансоне (1886) и в государственной гимназии в городке Фермо (1887). В 1888—1892 годах Адольфо де Каролис учился живописи у Д. Ферри в Академии изящных искусств в Болонье. После получения диплома в 1892 году Коммуна Асколи-Пичено (Collegio dei Piceni) присудила ему стипендию для посещения школы декоративной живописи при «Музее промышленного искусства» в Риме (Museo Artistico Industriale), которую он окончил с золотой медалью в 1893 году.
Его первая профессиональная работа, выполненная вместе со своим учителем, заключалась в оформлении апартаментов Борджиа в Апостольском дворце в Ватикане. Находясь в Риме, он подружился с художником Нино (Джованни) Коста, который в 1896 году помог ему установить дружеские отношения с членами ассоциации «In arte libertas» (В свободе искусства). Художники стремились преодолеть каноны академического искусства, салонной живописи и прийти к более свободному изображению природы. Они выступали против официального искусства, продвигаемого академиями и поддерживаемого критиками. Официально Адольфо де Каролис был принят в общество в 1897 году, на ежегодных выставках группы, он показывал свои произведения до 1901 года.
Ранние работы художника демонстрируют эволюцию его стиля от эстетики прерафаэлитов и «японизмов» к «стилю либерти». В 1899 году Каролис был приглашен для участия в третьей экспозиции Венецианской биеннале. В следующем году он получил заказ от графа Форчоли-Конти на разработку бронзовой скинии для купели в соборе Аяччо, где крестили Наполеона. В 1901 году он был назван «Заслуженным академиком» Академии изящных искусств Перуджи (Accademia di Belle Arti di Perugia).
В том же году Каролис стал профессором и руководителем кафедры живописи в Академии изящных искусств во Флоренции. В 1902 году он женился на одной из своих моделей, Квинтилине Чуччи. Какое-то время после этого он занимался созданием иллюстраций для различных художественных и литературных изданий. Он также создавал гравюры на дереве для книг Джозуэ Кардуччи, Джованни Пасколи и, особенно, Габриэле Д’Аннунцио, с которым у него сложились пожизненные партнёрские отношения. В эти годы у него сформировалась безошибочно узнаваемая манера, органичная для типографской графики «стиля либерти».
В поздние годы Адольфо де Каролис занимался рисованием банкнот, плакатов, календарей, открыток, рекламы и даже этикеток для продуктов. Он также писал эссе по искусству и продолжал преподавание в Академии.
В 1905 году вместе с Галилео Чини и другими Адольфо организовал первую «Выставку искусства Тосканы» (Esposizione dell’Arte Toscana). С 1907 по 1908 год он безвозмездно украсил бальный зал Палаццо дель Говерно (Дом правительства) в Асколи-Пичено, чтобы выразить благодарность за стипендию, которая позволила ему приехать в Рим. Он также разрабатывал экслибрисы для известных личностей, таких как знаменитая актриса Элеонора Дузе. В 1909 году Адольфо де Каролис стал кавалером Ордена Короны Италии. Два года спустя он начал один из своих крупнейших проектов по декоративному оформлению Палаццо дель Подеста в Болонье. Он будет работать над этим проектом с перерывами до самой смерти.
В 1915 году Адольфо де Каролис был назначен председателем Академии изящных искусств Брера, но два года спустя уехал жить в Болонью. После Первой мировой войны он отправился в Рим, где оформлял медали и грамоты по заказам военного министерства. Он также входил в состав нескольких комитетов, занимающихся созданием памятников павшим в городах Озимо и Кортона, а также выбором скульпторов для грандиозного монумента «Altare della Patria» (Алтарь Отчизны) в центре Рима (первое название Памятника Виктору Эммануилу II).
В 1922 году он стал преподавателем в Римской академии изящных искусств (Accademia di Belle Arti di Roma). В то же время работал над фресками в здании Провинциального совета (Consiglio Provinciale) в Ареццо (завершены в 1924 г.), затем в Капелле Сан-Франческо в базилике Святого Антония в Падуе, в Палаццетто Венето в Равенне и на вилле Пуччини в Торре-дель-Лаго.
Несколько лет художник страдал от рака. После непродолжительного пребывания в Париже, где он лечился в Институте Пастера, он вернулся в Рим и умер там 7 февраля 1928 года в возрасте пятидесяти четырёх лет. Похоронен на Монументальном кладбище Верано в Риме. В 1950 году его останки были перенесены в церковь в Монтефьоре-дель-Азо, в родном городе художника.

## Галерея

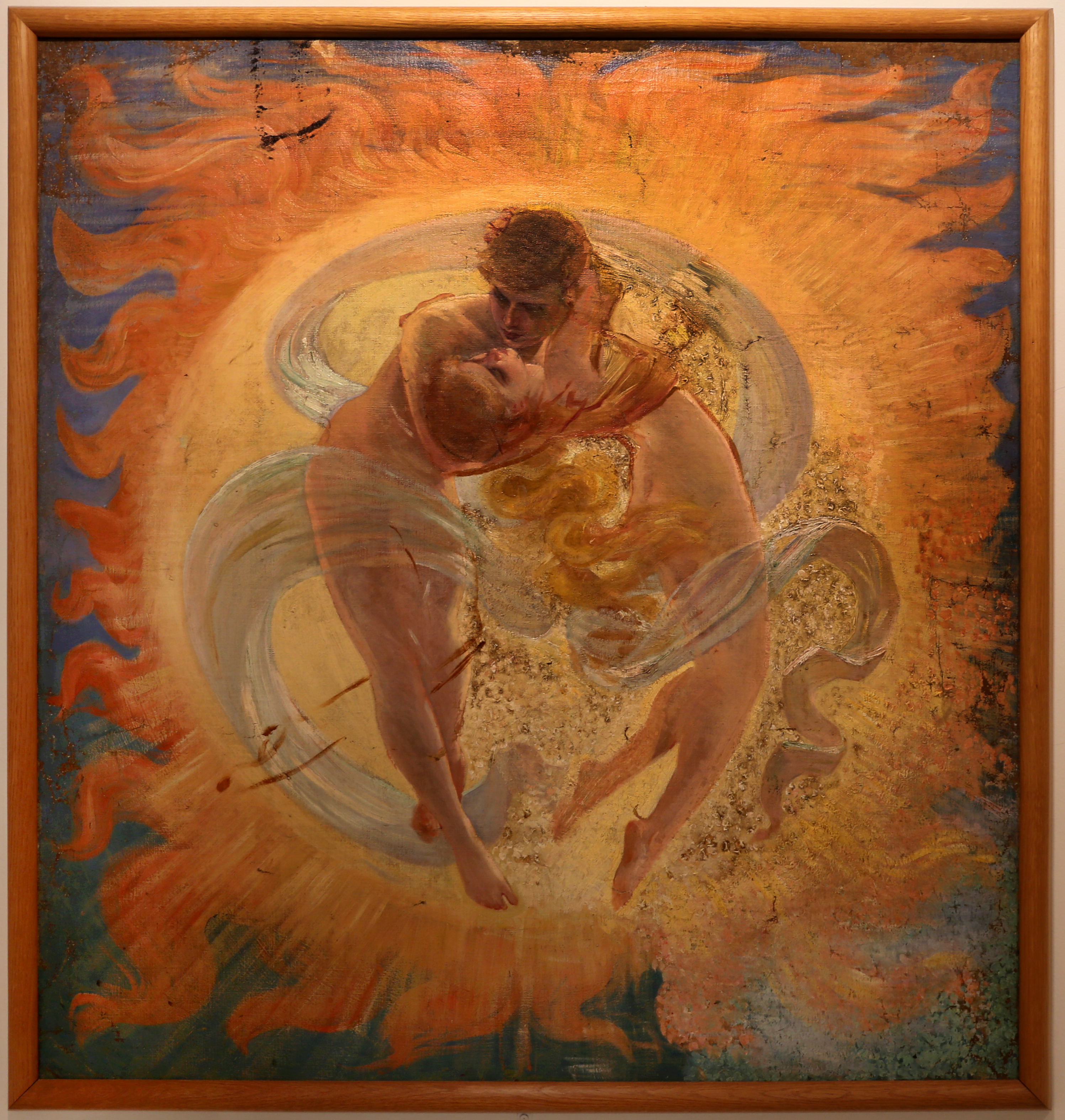
Aмур и Психея
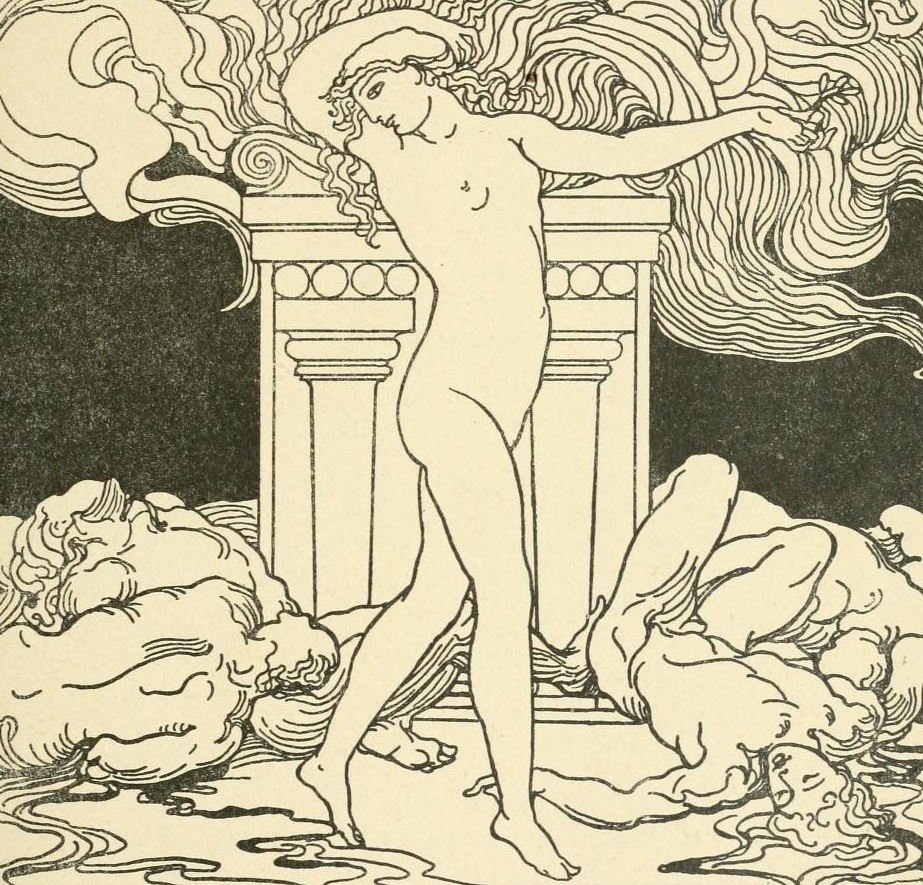
Иллюстрация к изданию: Габриэле Д'Аннунцио «Федра». 1909
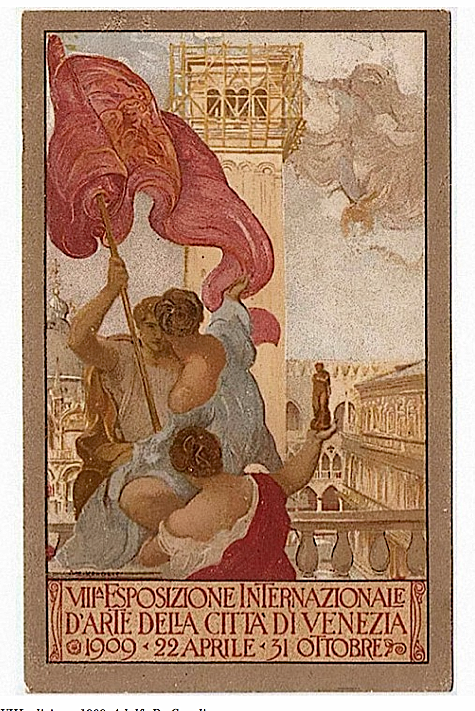
Плакат к восьмой Венецианской биеннале. 1909
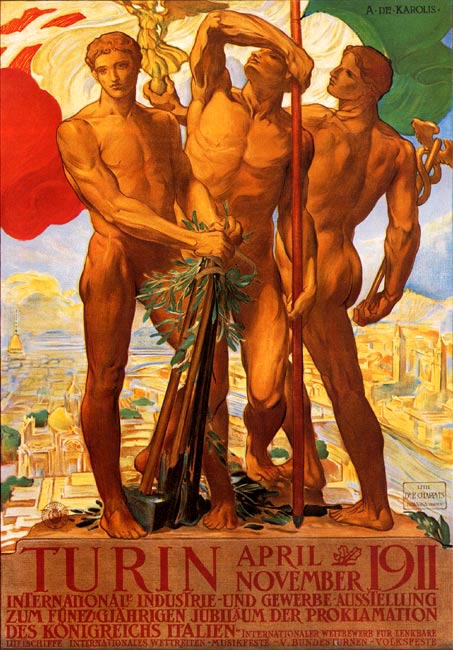
Плакат к Международной выставке промышленности и ремёсел в Турине. 1911
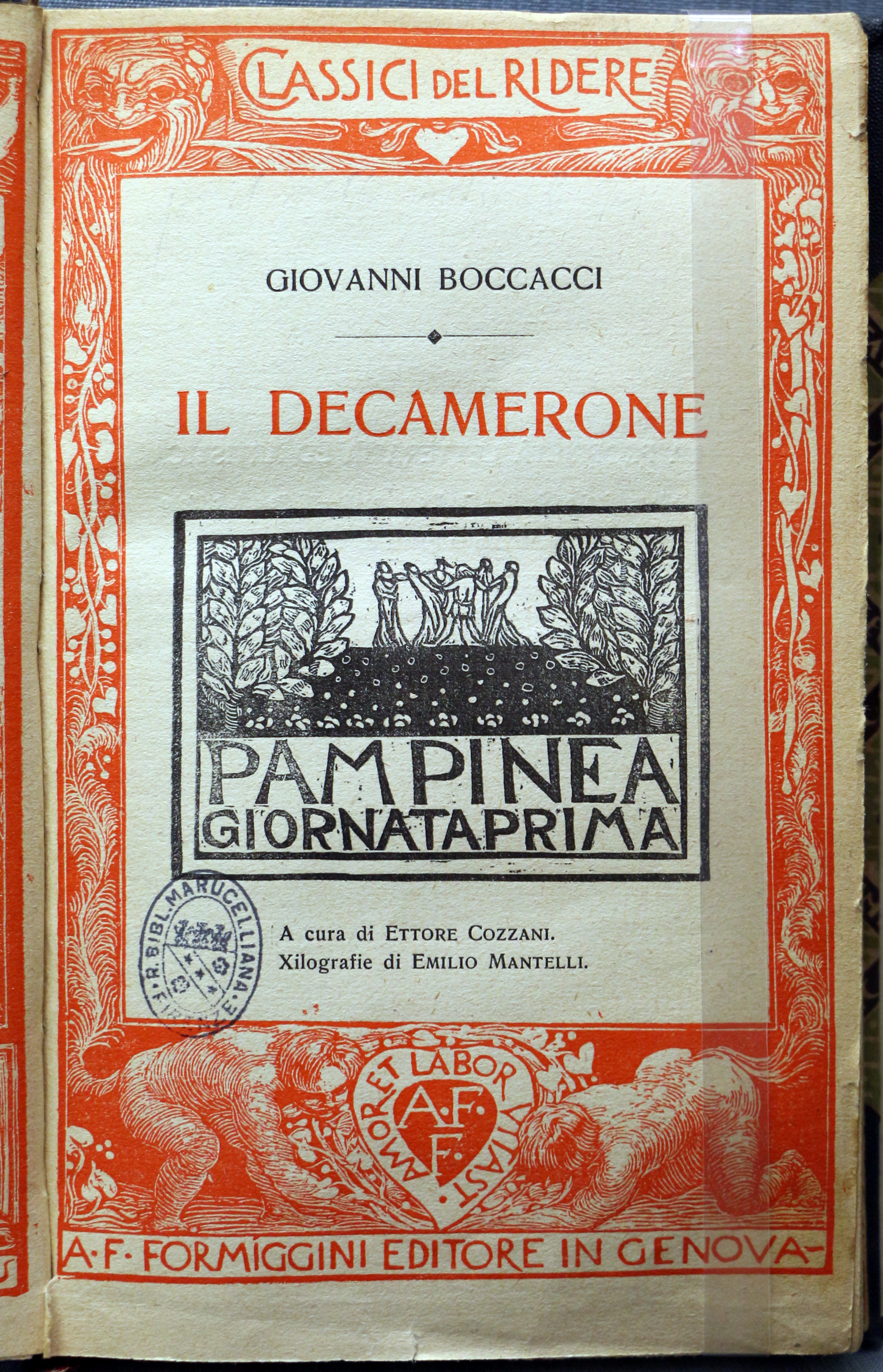
Обложка издания: Дж. Боккаччо. Декамерон. Генуя, 1913
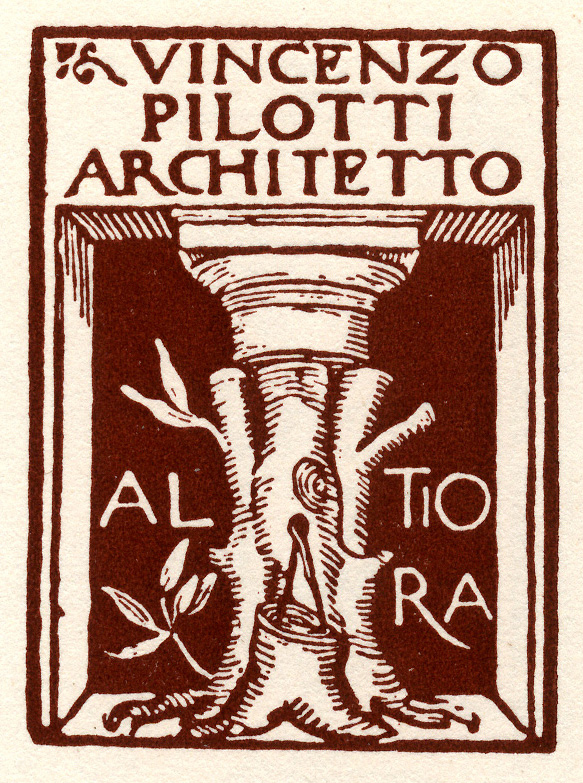
Экслибрис В. Пилотти
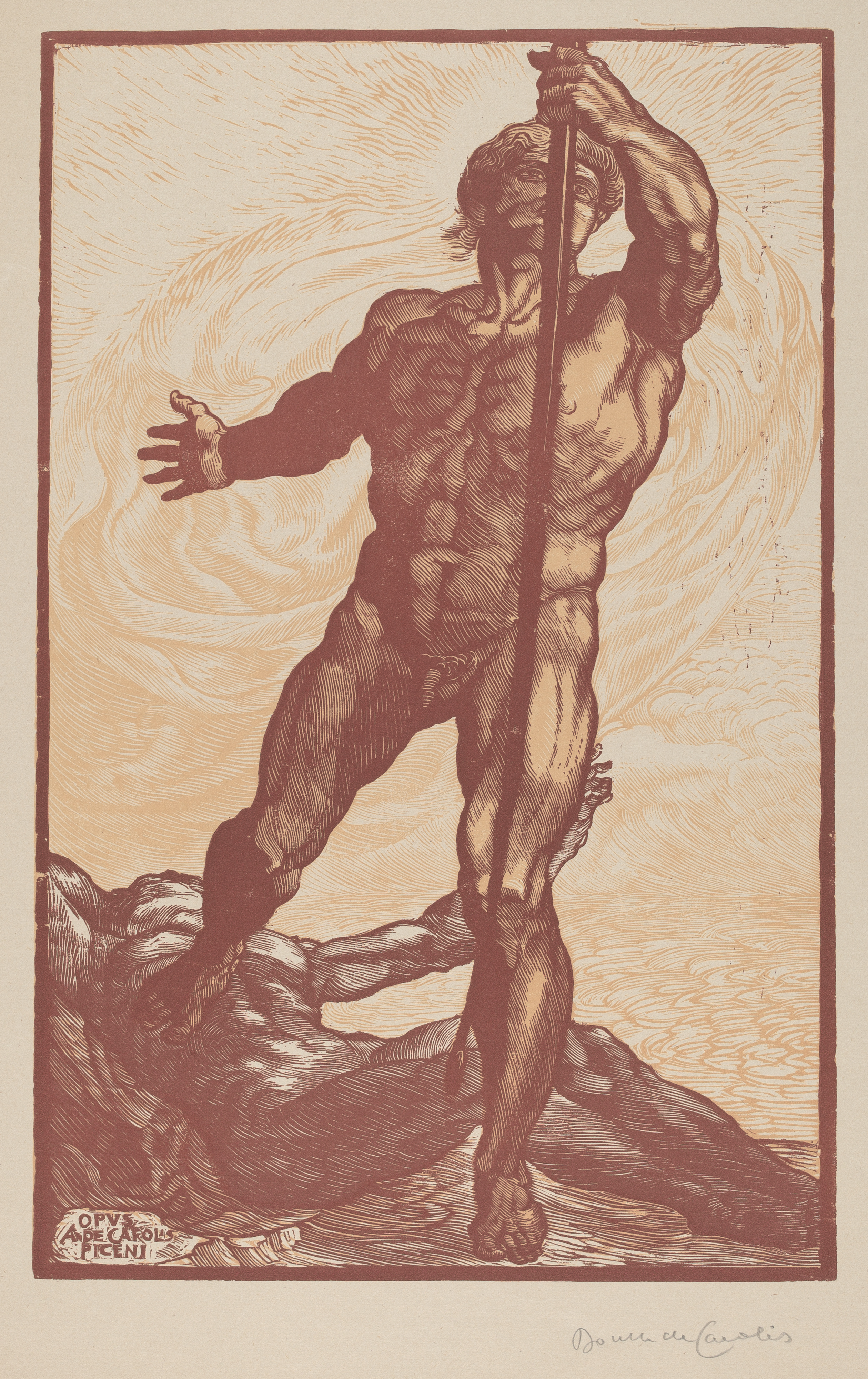
Стрелец. 1917. Цветная ксилография
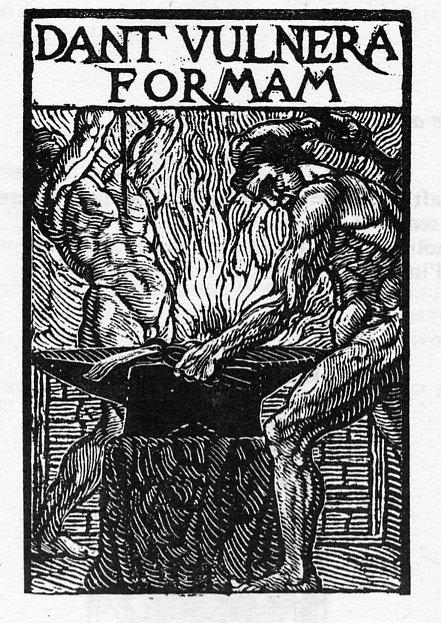
Обложка издания: Габриэле Д'Аннунцио. Dant vulnera formam (Они придают форму ранам). 1920. Ксилография
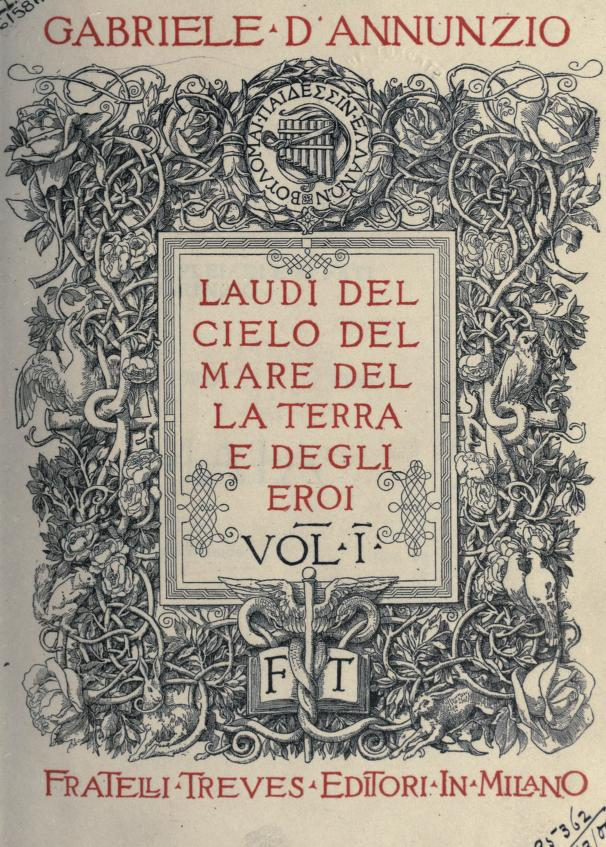
Обложка издания: Габриэле Д'Аннунцио. Хвала Небу, Море, Земле и Героям. Милан, 1903
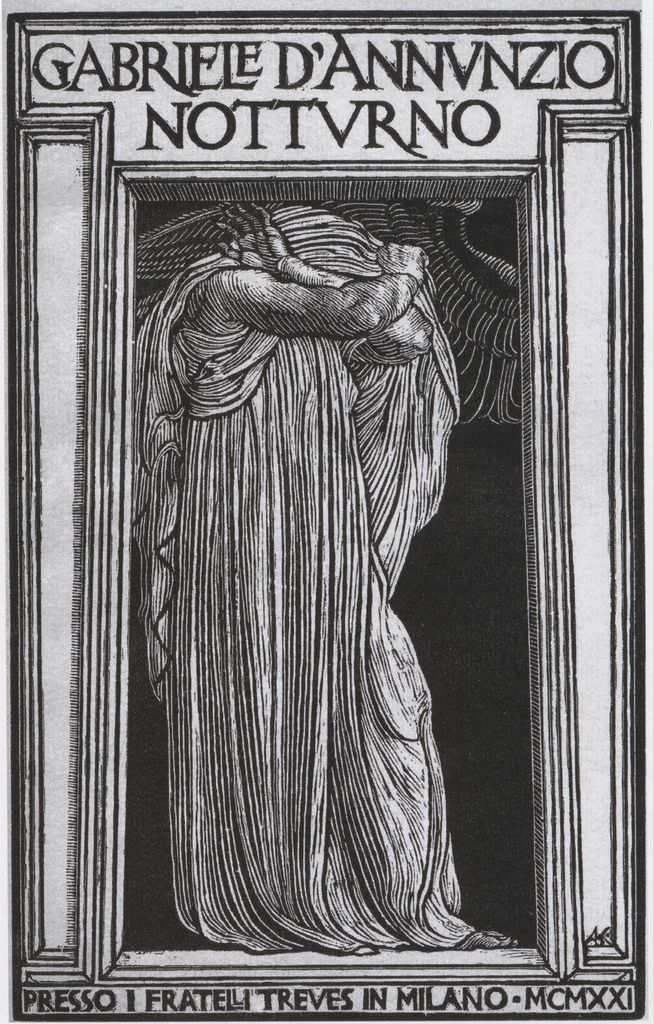
Обложка издания: Габриэле Д'Аннунцио. Ночь. Милан, 1921. Ксилография
Пегас. «Alata propago medusae» (Крылатое потомство Медузы). Заставка к изданию: Габриэле Д'Аннунцио. Франческа да Римини. Милан, 1902